# Dasol
Dasol è una municipalità di quarta classe delle Filippine, situata nella Provincia di Pangasinan, nella regione di Ilocos.
Dasol è formata da 18 baranggay:
- Alilao
- Amalbalan
- Bobonot
- Eguia
- Gais-Guipe
- Hermosa
- Macalang
- Magsaysay
- Malacapas
- Malimpin
- Osmeña
- Petal
- Poblacion
- San Vicente
- Tambac
- Tambobong
- Uli
- Viga